# Christa Schmuck
Christa Schmuck (* 26. Januar 1944 in Salzberg) ist eine ehemalige deutsche Rennrodlerin, die für den RC Berchtesgaden startete.
Die vierfache Deutsche Rodelmeisterin (1966, 1968, 1969, 1970) Christa Schmuck feierte ihren größten Erfolg mit dem Gewinn der Europameisterschaft 1967 in Königssee. Dabei profitierte sie von der Abwesenheit der DDR-Sportlerinnen um Ortrun Enderlein und Petra Tierlich, die aufgrund der Hallstein-Doktrin nicht an dem Rennen teilnehmen konnten und wenige Tage zuvor die Weltmeisterschaften in Hammarstrand dominiert hatten. Mit fast 2 Sekunden Rückstand auf Weltmeisterin Ortrun Enderlein war Schmuck 1967 WM-Fünfte.
Bei den Olympischen Spielen 1968 in Grenoble profitierte sie von der umstrittenen Disqualifikation der vor ihr platzierten Rodlerinnen Ortrun Enderlein (Platz 1), Anna-Maria Müller (2) und Angela Knösel (4) aus der DDR, denen ein unerlaubtes Erwärmen ihrer Kufen („Kufenskandal“) vorgeworfen wurde. Hinter Erika Lechner aus Italien belegte sie so nach drei Läufen den zweiten Platz. Ihre Medaille ließ sie 2010 versteigern.
Für den Gewinn der Silbermedaille bei den Olympischen Winterspielen 1968 wurde sie am 27. November 1968 mit dem Silbernen Lorbeerblatt ausgezeichnet.
Weitere vordere Platzierungen bei internationalen Meisterschaften waren der dritte Platz bei den Weltmeisterschaften 1969 sowie die zweite Platz bei den Weltmeisterschaften 1970 jeweils in Königssee. Bei den Weltmeisterschaften 1971 in Olang erreichte sie den achten Platz, bei den Olympischen Spielen 1972 in Sapporo zum Ausklang ihrer Karriere Platz 10.